# Kanton Saint-Ouen-sur-Seine
Der Kanton Saint-Ouen-sur-Seine ist seit 1893 ein französischer Wahlkreis für die Wahl des Départementrats im Arrondissement Saint-Denis, im Département Seine-Saint-Denis und in der Region Île-de-France; sein Bureau centralisateur befindet sich in Saint-Ouen-sur-Seine. 
Bis zur Neuordnung der französischen Kantone im Jahr 2015 umfasste der Kanton nur einen Teilbereich der Stadt Saint-Ouen. Danach wurde der Kanton erweitert: Nun gehören die ganze Stadt Saint-Ouen, die Gemeinde L’Île-Saint-Denis und ein Teil der Stadt Épinay-sur-Seine dazu.
Im Zuge der Umbenennung der Gemeinde Saint-Ouen-sur-Seine in 2018 erfolgte die Umbenennung des Kantons von vormals Kanton Saint-Ouen zum aktuellen Namen per Dekret vom 24. Februar 2021.

## Gemeinden
Der Kanton besteht aus drei Gemeinden und Gemeindeteilen mit insgesamt 92.895 Einwohnern (Stand: 1. Januar 2022) auf einer Gesamtfläche von 8,52 km²:
| Gemeinde                    | Einwohner 1. Januar 2022 | Fläche km² | Dichte Einw./km² | Code INSEE | Postleitzahl |
| --------------------------- | ------------------------ | ---------- | ---------------- | ---------- | ------------ |
| Épinay-sur-Seine            | 31.172                   | 2,44       | 12.775           | 93031      | 93800        |
| L’Île-Saint-Denis           | 8.682                    | 1,77       | 4.905            | 93039      | 93450        |
| Saint-Ouen-sur-Seine        | 53.041                   | 4,31       | 12.306           | 93070      | 93800        |
| Kanton Saint-Ouen-sur-Seine | 92.895                   | 8,52       | 10.903           | 9318       | –            |

1. ↑   Nur der westliche Teil der Gemeinde, der Rest gehört zum Kanton Épinay-sur-Seine.

## Bevölkerungsentwicklung
| 1990   | 1999   | 2006   |
| ------ | ------ | ------ |
| 27 155 | 25 704 | 29 005 |